# Al-Kabu (Syria)
Al-Kabu (arab. القبو) – miasto w Syrii, w muhafazie Hims. W 2004 roku liczyło 4870 mieszkańców.